# Obraz Matki Bożej w Szczyrzycu
Matka Boża Szczyrzycka – obraz olejny nieznanego artysty, otaczany czcią w Sanktuarium Matki Bożej Szczyrzyckiej Matki Pokoju i Dobroci, znajdującym się w kościele Najświętszej Marii Panny Wniebowziętej i św. Stanisława na terenie opactwa Cystersów w Szczyrzycu. Kult tego wizerunku zapoczątkowali Cystersi, znani z tego, że szczególną czcią otaczali osobę Matki Bożej.

## Historia
Nieznane jest pochodzenie obrazu. Analizy historyczne i artystyczne pozwalają wnioskować, że powstał w XVI wieku, a jego autorem był nieznany artysta, który wykonał wizerunek pod wyraźnym wpływem malarstwa włoskiego.
Większość zapisów z kronik klasztornych, w których m.in. umieszczano relacje z cudów, dokonanych przez Matkę Bożą Szczyrzycką, została skradziona w 1795 przez Austriaków. Zapisków tych nigdy nie odnaleziono. Najstarszy dokument piszący o cudach Madonny Szczyrzyckiej, pochodzi z 1740.
Obraz został obrabowany przez Szwedów w 1705. Ukradli oni wówczas wszystkie sukienki Matki Bożej oraz liczne kosztowności, ofiarowane jako dary wotywne. Kolejnej grabieży dokonali Austriacy w 1795. Oba te najazdy nie pozbawiły obrazu najstarszych koron, nałożonych w początkach kultu.
Nowe sukienki obraz zawdzięcza kardynałowi Adamowi Stefanowi Sapieże, który ufundował je, będąc jeszcze arcybiskupem. Okrywają one obraz do dziś.
19 sierpnia 1984, w 750 rocznicę istnienia opactwa cystersów, obraz otrzymał złote papieskie korony, ufundowane przez opata Huberta Kostrzańskiego, poświęcone w 1983 przez papieża Jana Pawła II – podczas drugiej pielgrzymki do Polski – na Jasnej Górze i nałożone na prawie papieskim 19 sierpnia 1984 r. przez prymasa Józefa Glempa.